# Ryde, New South Wales
Ryde är en region i Australien. Den ligger i delstaten New South Wales, i den sydöstra delen av landet, omkring 11 kilometer nordväst om delstatshuvudstaden Sydney. Antalet invånare är 112 545.
Följande samhällen finns i Ryde:
- North Ryde
- Marsfield
- West Ryde
- Macquarie Park
- Denistone
- East Ryde
- Denistone West

Runt Ryde är det i huvudsak tätbebyggt. Runt Ryde är det mycket tätbefolkat, med 3 757 invånare per kvadratkilometer. Genomsnittlig årsnederbörd är 1 380 millimeter. Den regnigaste månaden är februari, med i genomsnitt 200 mm nederbörd, och den torraste är juli, med 36 mm nederbörd.